# Julián Cerdá
Julián Cerdá Vicente (ur. 9 sierpnia 1981 w Alcoy) – hiszpański piłkarz występujący na pozycji pomocnika w Córdobie.